# Intolerància a la lactosa
La intolerància a la lactosa és la incapacitat de l'organisme per digerir la lactosa, el sucre predominant a la llet. Aquesta intolerància és deguda a la baixa quantitat de l'enzim lactasa a l'intestí prim. La lactasa s'ocupa de separar la lactosa en galactosa i glucosa, els dos sucres simples que la componen i que el nostre organisme és capaç d'assimilar sense problemes. Quan la lactosa arriba a l'intestí prim, si no hi ha l'actuació de la lactasa, aquesta segueix el seu camí cap a l'intestí gruixut, ja que no pot ser absorbida. És llavors quan es donen els símptomes típics de la intolerància: nàusees, flatulència, diarrea o dolor abdominal, entre d'altres, depenent de la intensitat de la quantitat de lactosa que la persona toleri.

## Classificació
Hi ha dos tipus principals d'intolerància a la lactosa:
1. Intolerància primària. El dèficit primari de lactasa pot ser congènit (poc freqüent, degut a una mutació autosòmica recessiva al gen de producció de la lactasa)[3] o de començament tardà (a partir dels 5 anys normalment, per descens fisiològic de l'activitat lactàsica). Ve donat per l'entorn en societats que no prenen productes que continguin llet, iniciat normalment a la infància. Es troba en moltes cultures d'Àfrica i d'Àsia, on els productes industrialitzats són molt poc comuns.
2. Intolerància secundària. Degut a malalties de la paret intestinal, com la gastroenteritis per rotavirus o enterovirus, giardiosi, la intolerància a proteïnes de llet de vaca, celiaquia, o malnutrició proteïnocalòrica, entre d'altres. En aquest cas, la persona es recuperarà un cop solucionat el dany de la paret. També pot ser causada per un còlic del nadó, que danya les vellositats que produeixen lactasa a l'intestí prim.[4]

## Biologia de la lactasa
Als mamífers usualment es redueix la producció de lactasa a mesura que el període de lactància arriba a la seva fi (el temps que triga a donar-se aquesta situació depèn de cada espècie).
La patologia de la intolerància a la lactosa pot ser donada pel fet de ser celíac, ja que la vil·li de l'intestí prim que s'encarrega de produir lactasa es destrossa. Aquesta intolerància a la lactosa és temporal. La intolerància a la lactosa associada als celíacs acaba quan el pacient ha portat una dieta sense gluten durant el temps suficient perquè la vil·li es recuperi.

## Diagnòstic
En la intolerància a la lactosa, la funció intestinal es troba en el repte d'haver ingerit més productes làctics dels que pot digerir. Hi ha diverses respostes que es poden donar en ingerir algun aliment que contingui lactosa (nàusea, rampa, distensió i dolor abdominal, diarrea i flatulència), ja que l'extensió i severitat de les intoleràncies a la lactosa varien segons els diferents individus.
Pel que fa a l'hora de confirmar un diagnòstic, és important distingir la intolerància a la lactosa de l'al·lèrgia a la llet, que es tracta d'una resposta immune anormal a les proteïnes presents a la llet. Com que la intolerància a la lactosa és un estat normal per molts adults arreu del món i no es considera una malaltia, no cal un diagnòstic mèdic.

### Test d'alè d'hidrogen
El diagnòstic més fiable és amb el test de l'hidrogen espirat a la lactosa. Consisteix a mesurar l'hidrogen d'aire espirat després de l'administració d'una determinada quantitat de lactosa diluïda en aigua. En persones que pateixen intolerància, després d'ingerir 50 grams de lactosa dissolta en aigua, l'excreció d'hidrogen per mitjà de l'aire espirat augmenta considerablement durant unes quantes hores. És un test ràpid i bastant fiable.

### Prova d'acidesa de les femtes
Estudi de les femtes per observar si es produeix un augment d'acidesa després de la ingesta de lactosa. Aquesta prova es pot utilitzar per diagnosticar intolerància a la lactosa en infants per als quals els altres tipus de proves són o bé perilloses, o bé molt poc pràctiques.

### Biòpsia intestinal
Una biòpsia intestinal pot confirmar la intolerància a la lactosa després de trobar una alta quantitat d'hidrogen a la prova d'hidrogen d'al·lè. Això no obstant, donat que aquesta prova és molt invasiva, i que requereix un laboratori molt especialitzat per a mesurar els enzims (lactases) o l'ARNm a la biòpsia del teixit, aquest test s'utilitza pràcticament de manera exclusiva a la recerca clínica.

### Història del diagnòstic
El físic de l'antiga Grècia Hipòcrates (460-370 aC), primer va adonar-se dels problemes a escala gastrointestinal i de la pell en algunes persones consumidores de llet.
Però, va ser només a partir de les últimes dècades en les quals la síndrome va ser descrita més àmpliament gràcies a la ciència mèdica moderna.
La condició primer va ser reconeguda com a tal als anys cinquanta i seixanta, quan diverses organitzacions, com les Nacions Unides, van començar, per primera vegada, a intentar acabar amb la fam a ciutats dels voltants d'Europa. Holzel et al. (1959) i Durand (1959) van dur a terme els dos primers estudis d'intolerància a la lactosa. A mesura que augmentaven els problemes amb els làctics d'aquells països del Tercer Món que rebien ajuda del Primer, aquests últims es van adonar que la culpa de tot allò no la tenia el deteriorament dels aliments durant el transport, sinó que la raó real era un problema a l'hora de digerir els làctics.
Donat que les primeres nacions a industrialitzar-se i desenvolupar la medicina científica moderna eren dominades per persones de descendència europea, la consumició de làctics a la vida adulta es considerava normal. Els de l'oest van trigar molt de temps a adonar-se que la majoria dels humans de grups ètnics no podien consumir productes làctics a la seva edat adulta. Tot i que hi havia hagut un contacte regular entre europeus i no europeus durant tota la història, la noció que estudis mèdics a gran escala eren representatius de la diversitat d'ètnies a les poblacions humanes (i també de tots els gèneres i edats) no va acabar d'establir-se fins al Moviment Americà de Drets Civils (1955-1968).
Des de llavors, la relació entre lactasa i lactosa ha estat investigat intensament en les ciències que tracten els aliments, degut a l'increment del mercat de productes làctics entre els no-europeus.
Originalment era una hipòtesi que bacteris com l'Escherichia coli produïen l'enzim lactasa necessari per a trencar lactosa i transformar-la en els seus constituents monosacàrids, i així convertir-se en metabolitzable i digestible pels humans. Algunes formes de simbiosi entre humans i bacteris van propostes com a maneres de produir lactasa pel sistema digestiu humà. A principis dels anys setanta, anàlisis genètiques i de proteïnes van demostrar que això era fals; els humans produeixen el seu propi enzim lactasa de manera nativa en les cèl·lules de l'intestí.

### Nomenclatura
Segons Heyman (2006), aproximadament el 70% de la població global no pot tolerar la lactosa durant la seva vida adulta. Per això, alguns diuen que la terminologia utilitzada per a referir-se a aquesta condició hauria de canviar-se: intolerància a la lactosa hauria de ser vista com a la condició normal, i els grups minoritaris haurien de descriure's com a “persistents en la lactasa”. Un contraargument a aquest és que les cultures que generalment no consumeixen productes làctics sense modificar tenen poca necessitat i interès per a discutir sobre la seva intolerància, deixant que les cultures per les quals la intolerància a la lactosa significa un tema important defineixin quina hauria de ser la seva terminologia.

## Tractament
No hi ha cap tractament per incrementar la producció de lactasa, de manera que el tractament més adequat és eliminar o disminuir la ingesta d'aquest sucre, depenent del grau d'intolerància de la persona. Per exemple, hi ha qui presenta símptomes d'intolerància després de beure un petit got de llet, mentre que a d'altres potser només els afecti si se'n prenen dos; hi haurà qui pugui menjar alguna mena de formatge però no altres derivats làctics; mentre que el iogurt és més ben tolerat que altres aliments.